# Vho (Tortona)
Vho (Vhò in dialetto tortonese, Vò in piemontese) è una frazione di 251 abitanti del comune di Tortona nella Provincia di Alessandria, in Piemonte. Vho è situato a 210 metri sul livello del mare.

## Storia
Il primo documento che attesta la presenza del centro abitato è lo statuto di Dertona, il cosiddetto Statuta Civitatis Dertonae mentre risale al IX secolo la donazione del paese da parte di una certa Teberga, feudataria del luogo, all'epoca chiamato "Vau", alla chiesa maggiore di Tortona.
Testimonianze del passato sono il castello, la cui costruzione risale al 1413, e le due chiese. Quella di San Salvatore, vicino al castello, venne consacrata nel 1722 dall'allora Vescovo di Tortona, Giulio Resta, mentre la Cappella della Madonna della Purità viene menzionata in un documento del 1661, documento relativo alla visita pastorale effettuata da Carlo Settala, sempre vescovo della Diocesi di Tortona.